# Steirische Ostbahn
A Stájer Keleti Vasút (németül Steirische Ostbahn) egy osztrák–magyar egyvágányú normál nyomtávolságű, részben 15 kV 16,7 Hz-cel villamosított vasútvonal, mely a Szombathely–Szentgotthárd-vasútvonal osztrák folytatása. A magyar szakasza ma már csak Szentgotthárd állomás és az osztrák határ közt húzódik, a trianoni békeszerződés előtt még a mai burgenlandi szakasza (még három megállóhely) is magyar felségterületen húzódott.

## Útvonal
Az Ostbahn a széles Rába-völgyben halad felfelé Szentgotthárdtól az államhatáron át Mogersdorf közelében, a völgy bal oldalán. Nagyon egyenes vonalban, nagy ívsugarakkal épült, de csak néhány évvel ezelőtt korszerűsítették, hogy Gleisdorf és Feldbach között a vonatok 120 km/h maximális sebességet érjenek el; az államhatártól Feldbachig az osztrák oldalon a maximális sebesség csak 80 km/h a nem biztosított vasúti átjárók miatt.
Gleisdorfban a vonal a Laßnitzbach völgyébe kanyarodik, amellyel  Laßnitztalig a Südautobahnnal osztozik. A Südautobahn ezután a Nestelbach völgyében halad a vízválasztóig, a vasút a Laßnitz mentén északi lejtőn emelkedik a Laßnitzhöhe-ig, ahol az Ostbahn egyetlen alagútjában átvezetik a Murba vezető vízválasztón. A Kohlgrabenbachnál, amely beleolvad a Raababachtalba, a vasút szigorúan északi lejtőn ereszkedik tovább a Graz melletti Hartig. Hart után a vonal északnyugati irányba fordul, egyenes vonalban keresztezi a grazi medencét a már beépített városi területen, és eléri az Ostbahnhofot. Az Ostbahnhof után a Murát híddal keresztezi, és a Kärntner Straße (ma Graz Don Bosco állomás) kereszteződésénél elérjük a Südbahn párhuzamosan futó útvonalát Graz Hauptbahnhof felé.

## Járműállomány
A vasútvonalon többnyire az alábbi járművek közlekednek:

### Mozdonyok
- ÖBB 2016 Hercules

### Motorkocsik/motorvonatok
- ÖBB 5022 sorozat Desiro
- StB 5062 sorozat (Stadler GTW 2/6)
- StB 5047 sorozat
- ÖBB 5047 sorozat (időközben ÖBB 5022 sorozat-re cserélték)
- ÖBB 2043 sorozat, ÖBB 2143 sorozat (az ÖBB 2016 sorozat váltotta fel)

### Személykocsik
- ÖBB City Shuttle kocsik ÖBB 2016 (Herkules) dízelmozdonnyal